# Rychtal
Rychtal (in tedesco Reichthal, dal 1939 al 1945 Reichtal) è un comune rurale polacco del distretto di Kępno, nel voivodato della Grande Polonia.
Ricopre una superficie di 96,75 km² e nel 2004 contava 4 080 abitanti.